# Lermoos
Lermoos ist eine Gemeinde mit 1166 Einwohnern (Stand 1. Jänner 2024)  im Bezirk Reutte in Tirol (Österreich). Die Gemeinde liegt im Gerichtsbezirk Reutte.

## Geografie
Lermoos liegt am Westrand der Beckenlandschaft des von der Loisach durchflossenen Lermooser Mooses, einer ehemaligen Sumpflandschaft, zwischen den Lechtaler Alpen, den Ammergauer Alpen und dem Wettersteingebirge. Die Gemeindefläche beträgt 56,4 km², davon entfallen knapp 10 % auf Siedlungsfläche und 60 % auf Wald.

### Gemeindegliederung
Das Gemeindegebiet umfasst folgende drei Ortschaften (Einwohner Stand 1. Jänner 2024):
- Lermoos (1063)
- Obergarten (41)
- Untergarten (62)

Der Hauptort Lermoos wird unterteilt in die drei Ortsbereiche Unterdorf (zwischen Bahnhof und Oberdorf), Oberdorf (um St. Katharina und Ansitz Felsenheim) und Gries (zwischen Bahnhof und Untergarten).

### Nachbargemeinden
| Reutte               | Garmisch-Partenkirchen (Bayern, Deutschland) |         |
| Heiterwang Bichlbach | Kompassrose, die auf Nachbargemeinden zeigt  | Ehrwald |
| Berwang Nassereith   | Biberwier                                    |         |

## Geschichte
Lermoos gilt als einer der ältesten Orte im Außerfern. Ersturkundlich wird er als „Larinmos“ in den Jahren 1073–1078 in einer Aufzeichnung des Hochstifts Freising über den Grenzverlauf im Werdenfelser Land genannt. Lermoos gehörte zu dieser Zeit zum Bistum Brixen.
Bereits im ersten Jahrhundert führte durch das heutige Gemeindegebiet eine Römerstraße, die Via Claudia Augusta. Durch die Lage an der wichtigen Verbindung von Norditalien bzw. von den Salzlagern in Hall über den Fernpass nach Bayern und Schwaben wurde Lermoos im Mittelalter wirtschaftlich recht bedeutsam. Es bestand dort um 1500 ein Warenzwischenlager, und bereits im Jahr 1318 wurde ein „neuer Salzstadel“ erwähnt, welcher 1678 durch einen Neubau ersetzt wurde. Dieser wurde 2007 abgetragen und teilweise auf dem Gelände der Burgenwelt Ehrenberg in Nachbarschaft zur Ehrenberger Klause wieder aufgebaut.

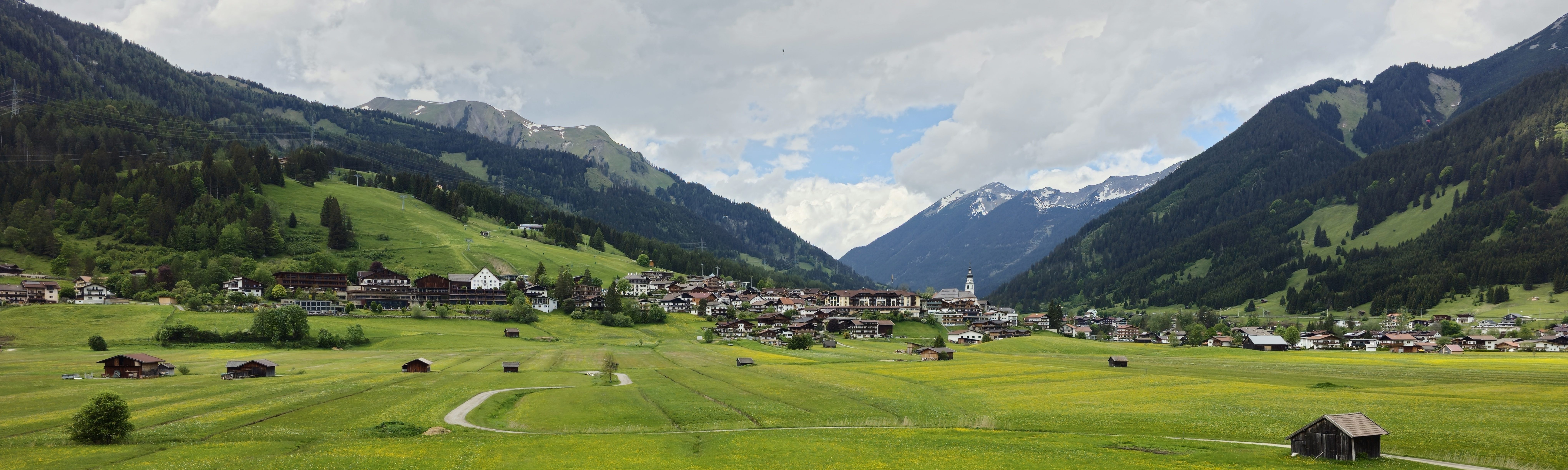
Lermoos, Ansicht vom nordwestlichsten Ausläufer-Buckel des Tummebichl

Weitere Belege für die damalige Blüte des Ortes sind die Errichtung einer eigenen Poststation zu Beginn des 16. Jahrhunderts sowie eines Spitals und Hospizes 1558.
Mit dem Ausbau der Verkehrswege über den Arlberg im neunzehnten Jahrhundert ging die Blütezeit von Lermoos zu Ende, was sich auch im Rückgang der Einwohnerzahl niederschlug: während die Gemeinde im Jahr 1832 noch 818 Einwohner hatte, ging die Zahl bis 1900 auf 564 zurück.
Mit dem starken Zuwachs des Fremdenverkehrs gelang nach dem Zweiten Weltkrieg der Aufstieg zur wichtigsten Tourismusgemeinde im Außerfern. Mittlerweile (Stand 2019) weist die Statistik für Lermoos über 600.000 Übernachtungen pro Jahr aus, die sich in etwa zu gleichen Teilen auf Sommer- und Wintersaison verteilen. Lermoos ist Teil des Tourismusverbands Tiroler Zugspitz-Arena und hat mit dem Grubigstein ein eigenes Skigebiet, das von den Bergbahnen Langes betrieben wird.
Die Herkunft des Ortsnamens ist nicht restlos geklärt; der in der ersten urkundlichen Erwähnung verwendete Name Larinmoos könnte von Lärchenmoos abgeleitet sein.

### Bevölkerungsentwicklung
| Lermoos: Einwohnerzahlen von 1869 bis 2024          | Lermoos: Einwohnerzahlen von 1869 bis 2024 | Lermoos: Einwohnerzahlen von 1869 bis 2024 | Lermoos: Einwohnerzahlen von 1869 bis 2024 | Lermoos: Einwohnerzahlen von 1869 bis 2024 |
| --------------------------------------------------- | ------------------------------------------ | ------------------------------------------ | ------------------------------------------ | ------------------------------------------ |
| Jahr                                                |                                            |                                            |                                            | Einwohner                                  |
| 1869                                                | 1869                                       |                                            | 690                                        | 690                                        |
| 1880                                                | 1880                                       |                                            | 712                                        | 712                                        |
| 1890                                                | 1890                                       |                                            | 580                                        | 580                                        |
| 1900                                                | 1900                                       |                                            | 564                                        | 564                                        |
| 1910                                                | 1910                                       |                                            | 607                                        | 607                                        |
| 1923                                                | 1923                                       |                                            | 607                                        | 607                                        |
| 1934                                                | 1934                                       |                                            | 599                                        | 599                                        |
| 1939                                                | 1939                                       |                                            | 627                                        | 627                                        |
| 1951                                                | 1951                                       |                                            | 710                                        | 710                                        |
| 1961                                                | 1961                                       |                                            | 768                                        | 768                                        |
| 1971                                                | 1971                                       |                                            | 905                                        | 905                                        |
| 1981                                                | 1981                                       |                                            | 946                                        | 946                                        |
| 1991                                                | 1991                                       |                                            | 937                                        | 937                                        |
| 2001                                                | 2001                                       |                                            | 1.061                                      | 1.061                                      |
| 2011                                                | 2011                                       |                                            | 1.104                                      | 1.104                                      |
| 2021                                                | 2021                                       |                                            | 1.131                                      | 1.131                                      |
| 2024                                                | 2024                                       |                                            | 1.166                                      | 1.166                                      |
| Quelle(n): Statistik Austria, Gebietsstand 1.1.2021 |                                            |                                            |                                            |                                            |

## Kultur und Sehenswürdigkeiten
- Katholische Pfarrkirche Lermoos hl. Katharina

## Wirtschaft und Infrastruktur

### Verkehr
- Straße: Der 1984 eröffnete Lermoostunnel entlastet den Ort vom Durchzugsverkehr.
- Bahn: Die Gemeinde ist über die Außerfernbahn an das Eisenbahnnetz angeschlossen. Den Betrieb auf der Außerfernbahn führt momentan die Deutsche Bahn mit neuen Regionalzügen der Baureihe 2442 durch.
- Radweg: Lermoos liegt am Fernradweg, der als Via Claudia Augusta entlang der gleichnamigen antiken Römerstraße verläuft.

Lermoos, Ortsansicht vom Bahnhof
Lermoos, Ortsansicht von Nordnordost

## Politik
Der Gemeinderat hat insgesamt 13 Mitglieder.
- Mit den Gemeinderats- und Bürgermeisterwahlen in Tirol 2010 hatte der Gemeinderat folgende Verteilung: 7 Lermoos für Alle, und 6 Unabhängiges Lermoos.
- Mit den Gemeinderats- und Bürgermeisterwahlen in Tirol 2016 hatte der Gemeinderat folgende Verteilung: 9 Lermoos für Alle, und 4 Dorfliste.
- Mit den Gemeinderats- und Bürgermeisterwahlen in Tirol 2022 hat der Gemeinderat folgende Verteilung: 9 Lermoos für Alle, und 4 Dorfliste Lermoos.

### Bürgermeister
- 2004–2016 Maria Zwölfer (Unabhängiges Lermoos)
- seit 2016 Stefan Lagg (Lermoos für Alle)

### Wappen
Seit 1973 führt Lermoos offiziell das wie folgt beschriebene Wappen:
In Gold ein siebenspeichiges schwarzes Rad, in der unteren Hälfte der Schildform folgend.
Das Wappen versinnbildlicht die geschichtsbestimmende Bedeutung des Verkehrs für Lermoos.

## Persönlichkeiten

### Ehrenbürger der Gemeinde
- Gernot Langes-Swarovski (1943–2021), Unternehmer und Sportfunktionär
- Josef Riehl (1842–1917), Bauingenieur und Bauunternehmer

### Söhne und Töchter der Gemeinde
- Johann Petz (1818–1880), Bildhauer
- Josef Beyrer (1839–1924), Bildhauer
- Walter Schuster (1929–2018), Skirennläufer
- Hilde Hofherr (* 1930), Skirennläuferin
- Josef „Josl“ Rieder (1932–2019), Skirennläufer
- Josef „Pepi“ Pechtl (* 1949), Skirennläufer

### Mit der Gemeinde verbundene Persönlichkeiten
- Bernadette Rauter (* 1949), Skirennläuferin

### Berühmte Gäste oder Einwohner
- Johann Wolfgang von Goethe (1749–1832): 20. März 1790 (Tagebuch der Italienischen Reise)
- Christoph Probst (1919–1943): Mitglied der „Weißen Rose“

## Galerie

Pfarrkirche hl. Katharina
Ansitz Felsenheim
Dietrich'scher Ansitz
Hotel Post (im Tiroler Kunstkataster eingetragener Teil)
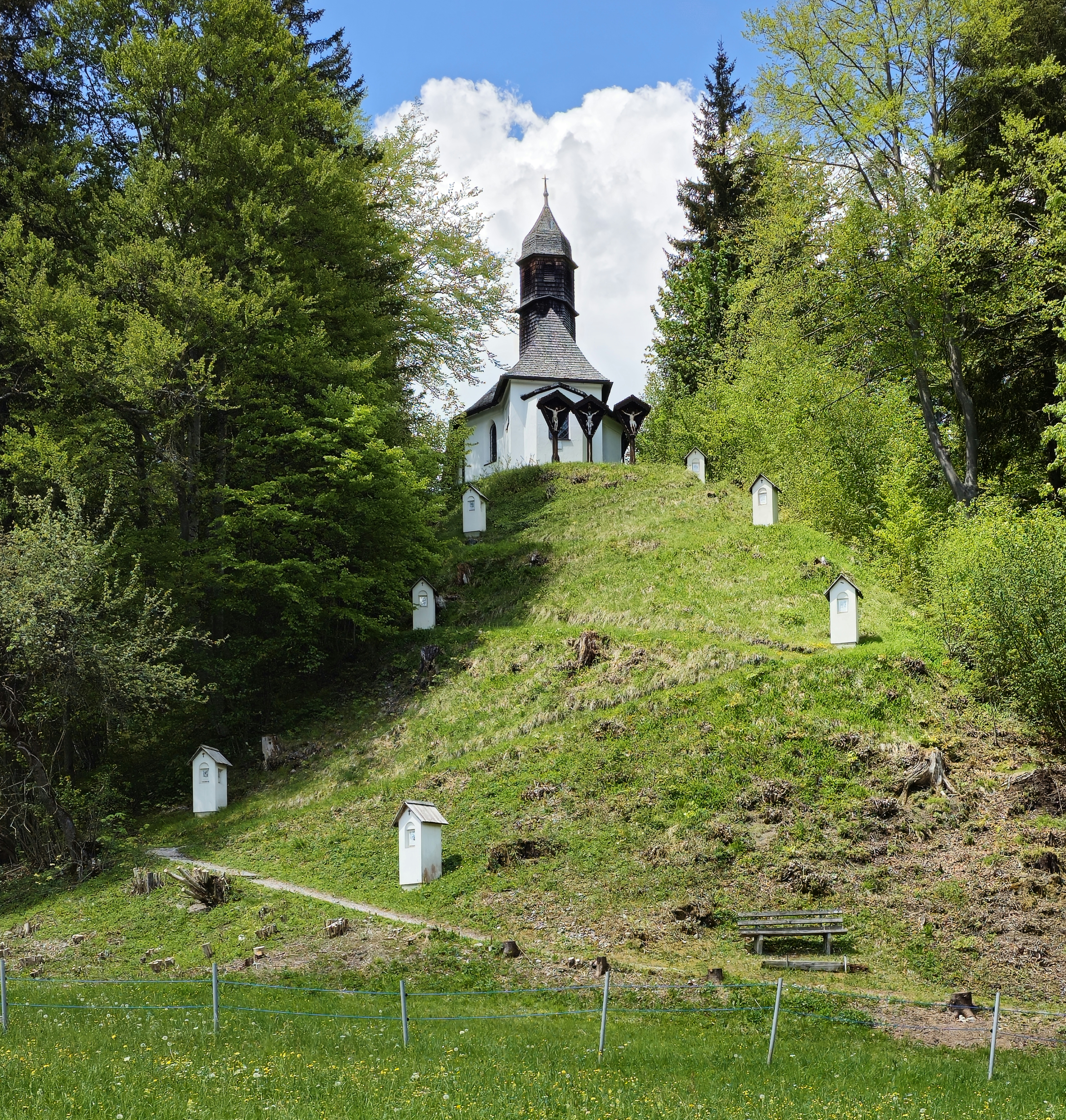
Bichlkapelle Maria Opferung bei Untergarten